# Милия (дем Мецово)
Вижте пояснителната страница за други значения на Милия.
Милия или Милеа (на гръцки: Μηλιά или Μηλέα; на арумънски: Ameru) е село в Гърция, дем Мецово, административна област Епир. Жителите на селото са предимно власи. 

## География
Милия е разположено високо в планината Пинд, на около 70 километра североизточно от град Янина и 45 километра югозападно от град Гревена. Селището се намира на самата граница между Македония и Епир. Географски спада към Македония, тъй като се намира в най-горното течение на рекичката Перасма, част от басейна на македонската река Венетикос. На няколко километра южно от Милия се намира точката, разделяща географски Македония, Епир и Тесалия. Землището на Милия на североизток граничи с македонското гревенско село Крания, на югоизток - с тесалийското село Платанистос (Куцуфляни), на югозапад - с епирското градче Мецово. 
Селото е разположено в малка планинска долина на 1250 m, която е заобиколена от високите върхове на планинската верига, основните от които са Кира (Κυρά, 1726 m.), Милини (Μιλίνι, 1533 m), Цапули (Τσαπούλη, 1787 m) и Петрокампо (Πετρόκαμπο 1,676 m).

## История
В края на ХІХ век Милия е влашко християнско село в югозападния край на Гребенската каза на Османската империя. Според статистиката на Васил Кънчов през 1900 година в Миля (Амеру) живеят 500 власи.
След Балканските войни от 1912-1913 година Милия влиза в състава на Кралство Гърция.
Основните селски църкви са „Свети Николай“ и „Успение Богородично“.
В края на ΧΧ век селището се развива като център за планински и селски туризъм.
На 1 и 2 януари се организира карнавал. Годишният селски събор се провежда на 20 май, когато се отбелязва денят на местната църква „Свети Николай“.
До 2011 година Милия е самостоятелна община в ном Янина.
Преброявания
- 1913 – 753 жители[5]
- 1928 – 704 жители
- 1951 -
- 1961 – 859 жители
- 1971 – 628 жители
- 1981 – 566 жители
- 1991 – 604 жители
- 2001 – 618 жители
- 2001 – 396 жители

## Личности
Родени в Милия
- Гавриил I Гревенски, православен духовник от XVII век